# Halowe Mistrzostwa Świata w Lekkoatletyce 2001 – skok o tyczce mężczyzn
Skok o tyczce mężczyzn – jedna z konkurencji rozgrywanych podczas halowych mistrzostw świata w lekkoatletyce w 2001, zmagania w niej odbyły się 10 marca.
Do konkursu zgłoszonych zostało 10 zawodników z 9 państw.
Zawody w tej konkurencji wygrał reprezentant Stanów Zjednoczonych Lawrence Johnson. Drugą pozycję zajął rodak triumfatora Tye Harvey, trzecią zaś reprezentujący Francję Romain Mesnil.

## Wyniki
| Miejsce | Zawodnik           | Państwo           | Wysokość (m) | Wysokość (m) | Wysokość (m) | Wysokość (m) | Wysokość (m) | Wysokość (m) | Wysokość (m) | Wysokość (m) | Wysokość (m) | Wynik | Uwagi |
| Miejsce | Zawodnik           | Państwo           | 5,30         | 5,45         | 5,60         | 5,70         | 5,80         | 5,85         | 5,90         | 5,95         | 6,01         | Wynik | Uwagi |
| ------- | ------------------ | ----------------- | ------------ | ------------ | ------------ | ------------ | ------------ | ------------ | ------------ | ------------ | ------------ | ----- | ----- |
| 01 !    | Lawrence Johnson   | Stany Zjednoczone | –            | –            | –            | O            | –            | O            | –            | XXO          | XXX          | 5,95  |       |
| 02 !    | Tye Harvey         | Stany Zjednoczone | –            | O            | O            | O            | O            | XX-          | O            | XXX          | –            | 5,90  |       |
| 03 !    | Romain Mesnil      | Francja           | –            | O            | –            | O            | O            | O            | X-           | XX           | –            | 5,85  |       |
| 4.      | Aleksandr Awerbuch | Izrael            | –            | O            | –            | XO           | XX-          | X            | –            | –            | –            | 5,70  |       |
| 5.      | Pawieł Gierasimow  | Rosja             | –            | O            | XXO          | XO           | X            | –            | –            | –            | –            | 5,70  | PB    |
| 6.      | Montxu Miranda     | Hiszpania         | –            | O            | –            | XXO          | XX-          | X            | –            | –            | –            | 5,70  | SB    |
| 7.      | Okkert Brits       | Południowa Afryka | –            | –            | O            | XXX          | –            | –            | –            | –            | –            | 5,60  |       |
| 8.      | Štěpán Janáček     | Czechy            | O            | O            | XO           | XXX          | –            | –            | –            | –            | –            | 5,60  |       |
| 9.      | Nuno Fernandes     | Portugalia        | O            | O            | XXX          | –            | –            | –            | –            | –            | –            | 5,45  |       |
| 9.      | Michael Stolle     | Niemcy            | –            | O            | –            | XXX          | –            | –            | –            | –            | –            | 5,45  |       |